# 陽光駅
陽光駅（ようこうえき）は、中華人民共和国湖南省長沙市岳麓区にある3号線の駅である。

## 駅構造
- 島式ホーム1面

## 駅周辺
- 羅家咀
- 陽光100国際新城
- 黄鶴村